# Ophioderma occultum
Ophioderma occultum es una especie de equinodermo ofiuroideos de la familia Ophiodermatidae oriundo del este del océano Pacífico. Aunque conocido desde 1899, era interpretado como una variación cromática de Ophioderma panamense hasta que en 2022 y gracias a datos moleculares, entre otros, permitieron identificarlo como una nueva especie.